# Judy Nagel
Judy Ann Nagel (Seattle, 27 agosto 1951) è un'ex sciatrice alpina statunitense.

## Biografia
Sciatrice polivalente con maggior propensione alle prove tecniche, Judy Nagel era figlia di Jack ed è sorella di Cathy, a loro volta sciatori alpini; originaria di Crystal Mountain, dove il padre era maestro di sci, in Coppa del Mondo esordì il 10 marzo 1967 a Franconia in discesa libera (35ª) e ottenne il primo piazzamento a punti il 18 gennaio 1968 a Badgastein in slalom speciale (8ª). Ai X Giochi olimpici invernali di Grenoble 1968, sua unica presenza olimpica, si classificò 12ª nello slalom gigante e non concluse lo slalom speciale; il 6 aprile dello stesso anno salì per la prima volta sul podio in Coppa del Mondo sulle nevi di Heavenly Valley in slalom speciale (3ª alle spalle dell'austriaca Gertrud Gabl e della canadese Nancy Greene).
L'8 febbraio 1969 conquistò la prima vittoria in Coppa del Mondo a Vipiteno in slalom speciale e all'inizio della successiva stagione 1969-1970 colse a Lienz le sue altre due vittorie nel circuito, il 19 dicembre in slalom gigante e il giorno dopo in slalom speciale. Convocata per i Mondiali di Val Gardena 1970, sua ultima presenza iridata, giunse 12ª nello slalom gigante, 5ª nello slalom speciale e non completò la discesa libera; il 27 febbraio dello stesso anno a Vancouver si aggiudicò l'ultimo podio in Coppa del Mondo, chiudendo 3ª nello slalom gigante vinto dalla francese Michèle Jacot davanti alla statunitense Barbara Cochran. Il 14 marzo dello stesso anno prese per l'ultima volta il via in Coppa del Mondo, a Voss in slalom speciale (6ª), e chiuse la sua attività agonistica in occasione della Coppa delle Sei Nazioni disputata a Pra Loup il 18-24 marzo seguenti, dove fu 3ª nello slalom gigante.

## Palmarès

### Coppa del Mondo
- Miglior piazzamento in classifica generale: 6ª nel 1970
- 12 podi (4 in slalom gigante, 8 in slalom speciale):
  - 3 vittorie (1 in slalom gigante, 2 in slalom speciale)
  - 2 secondi posti
  - 7 terzi posti

#### Coppa del Mondo - vittorie
| Data             | Località | Paese   | Specialità |
| ---------------- | -------- | ------- | ---------- |
| 8 febbraio 1969  | Vipiteno | Italia  | SL         |
| 19 dicembre 1969 | Lienz    | Austria | GS         |
| 20 dicembre 1969 | Lienz    | Austria | SL         |

Legenda:

GS = slalom gigante

SL = slalom speciale

### Campionati statunitensi
- 2 ori (slalom speciale[5], combinata[6] nel 1968)